# Crònica d'Alfons III
La Crònica d'Alfons III —en llatí Chronica Adefonsi tertii regis— és un document històric del tipus crònica escrit en llatí medieval que s'atribueix al propi rei Alfons III. Descriu fets històrics d'Hispània accessibles des del Regne d'Astúries el segle ix d'un espai de temps que va des del regnat visigòtic de Vamba (672-680) fins al final del d'Ordoni I d'Astúries (850-866).

## Edicions
Hi ha dues versions d'aquesta crònica: la Rotense, que es troba al Còdex de Roda, i la Sebastianense, també anomenada Ovetense, ad Sebastianum o Erudita.
Per un altre costat hi ha la Chronicon Albeldense (Crònica d'Albelda)
que descriu fets històrics de temps més antics i acaba poc després (any 976), també està bastant centrada al Regne d'Astúries. Podria ser considerada una tercera versió de Crònica d'Alfons III o simplement una versió diferent.
En canvi la Chronica Prophetica també és encarregada per Alfons III en aquesta època però desenvolupa profecies bíbliques lligades al destí dels asturians, amb una clara funció de propaganda.
La Crònica d'Alfons III romangué inèdita fins que el 1615 Prudencio de Sandoval publicà el fragment de la crònica, versió sebastianense, que abastava els reis d'Astúries, interpolat i corregit per ell mateix,
encara que l'edició prínceps fou la que Joan Ferreras inclogué en la seva Historia d'España el 1727.
Dos anys després Francisco de Berganza publicà la seva pròpia versió criticant la de Ferreras.
Però la d'elaboració més acurada fou la que Enrique Flórez inclogué el 1756 a la seva España sagrada,
que posteriorment seria reproduïda per Jacques Paul Migne, Ramón Cobo y Sampedro
i Ambrosio Huici,
aquestes dues últimes amb traducció al castellà. El 1918 Zacarías García Villada tragué a la llum un estudi sobre la crònica que incloïa les versions Rotense i Sebastianense.

## Crònica rotense
En un ordre cronològic sobre les cròniques que fan referència a la monarquia asturiana i la seva història, la de major antiguitat és la Chronicon Albeldense. Tot seguit és la Crònica d'Alfons III
i concretament la Crònica rotense, anomenada així per haver-la trobat a la Catedral de Roda d'Isàvena. La següent en antiguitat és la Crònica d'Oviedo o versió Sebastianense, que feia més èmfasi a considerar al Pelai I com a successor dels reis de Toledo. L'objectiu d'aquestes dues versions era demostrar la continuïtat del regne visigot en el regne d'Astúries.
Està escrita en un llatí bastant bàrbar, es creu que per un laic, per a molts estudiosos el propi rei Alfons III, ja que en una frase referida a la ciutat de Viseu, a Portugal, es diu que fou poblada "pel nostre mandat",
frase que només el rei podia escriure. No obstant això, altres investigadors creuen que, com que no es coneix amb precisió qui feu el mandat de repoblar aquesta ciutat, l'autor del relat podia ser el rei, un alt funcionari de la cort o un càrrec de la jerarquia de l'Església com un bisbe.
Podria ser també una solució de compromís tenint en compte que la Crònica fou recopilada al reial scriptorium d'Oviedo sota supervisió directa del monarca.
Alguns historiadors creuen que l'autor de les Cròniques d'Alfons III estava familiaritzat amb els textos Laterculus regum Visigothorum
i Chronica Prophetica i els utilitzà en el seu treball.
L'obra pretenia haver estat una continuació de la Història dels gots del bisbe Isidor de Sevilla i acabava al final del regnat d'Ordoni I.

## Crònica sebastianense
Una vegada redactada versió rotense, el rei Alfons III l'envià al seu nebot Sebastià, bisbe de Salamanca o Ourense,
qui millorà l'estil retocant el seu llatí tosc, censurà diversos fragments i introduí certes correccions ideològiques com les del noble origen de Pelai I, l'exculpació del clergat o l'exaltació de la intervenció goda en l'origen del regne d'Astúries. Aquesta versió corregida és la coneguda com la versió Ad Sebastianum o Sebastianense. Per tant, la Rotense seria la redacció primitiva, anterior a la Sebastianense.
Prudencio de Sandoval introdueix la seva publicació com Sebastiani salmanticensis episcopi brevis historia [...] —Història breu de (per) Sebastià bisbe de Salamanca [...]—, amb un desconeixement potencial de la versió d'Ourense. Thomas, D.; Roggema, B. i Monferrer Sala, JP., l'any 2009, descarten la versió de Enrique Flórez de Sebastià bisbe de Salamanca en front de la versió de Sebastià bisbe de Ourense: "Aquests texts estan, de fet, centrats a la història de la família real asturiana i el seu regne. Sense cap prova, Bonnaz
identifica el redactor de la versió rotense com Dulcidius, un sacerdot toledà que fou enviat pel rei en una missió a Cordòva el 883. De manera similar, afirma que la versió d'Oviedo fou escrita per Sebastià bisbe d'Ourense".

## Text de la Crònica
La Crònica d'Alfons III comença amb una descripció de l'ascensió al tron del rei visigot Vamba. Així com els seus successors, Ervigi (680-687) i Ègica (687-700). Aquests monarques estan molt ben valorats per la crònica, mentre que les activitats de Vítiza (700-710) i Roderic (710-711) són descrites des d'un punt de vista més crític. Els dos últims són anomenats governants responsables immediats de la caiguda del regne dels visigots, que es produí durant la conquesta àrab de la Península Ibèrica. Aquesta part de la Crònica d'Alfons III és una relació de dades bàsiques
encara que alguns esdeveniments que estan en els seus llocs cronològics
contenen errors.
En relació amb el primer rei d'Astúries, Pelai I, la Crònica Rotense i la Crònica Sebastianense mostren versions diferents sobre el procediment d'elecció. D'acord amb la primera, Pelai fou triat a l'Assemblea nacional dels asturians lliures; segons la segona, era el supervivent de les dues famílies reials visigodes després de la conquesta àrab. A més, la Crònica Sebastianense se centra en els vincles familiars del nou monarca amb els governants visigots anteriors. El passatge de la batalla de Covadonga evidencia de forma més detallada la batalla que les primeres fonts hispano-cristianes medievals de l'esdeveniment.
La Crònica d'Alfons III parla molt breument dels immediats successors de Pelai I. Dona molts més detalls de les activitats dels reis Alfons I, Ramir I i Ordoni I. El tema principal de les històries d'aquests governants era la seva lluita reeixida contra els musulmans, entre ells el cap muladí de la família Banu Qassi, Mussa II el Gran, que s'arribà a nomenar com "el tercer rei Spaniae".
A la mateixa Crònica no hi ha res sobre les derrotes que els musulmans afligiren als asturians. La Crònica acaba amb un registre sobre l'accés al tron d'Astúries l'any 866 del rei Alfons III.
Les dades de la Crònica d'Alfons III foren usades en alguns dels escrits medievals posteriors, per exemple, en la Crònica silense i Crònica Najerense, així com en els escrits de Lluc de Tui i de Rodrigo Jiménez de Rada.
Juntament amb Laterculus regum Visigothorum, la crònica àrabo-romana de 741 i la Crònica mossàrab de 754 o Chronicon de Isidoro Pacense, la Crònica d'Alfonso III és una de les principals fonts per a conèixer la història del Regne dels visigots i la conquesta àrab de la Península Ibèrica. La Chronicon Albeldense i la Chronica Prophetica són les altres fonts d'origen hispano-cristiana principals per entendre la història del regne d'Astúries.